# Districte de Saru
El districte de Saru (沙流郡, Saru-gun) és un districte de la subprefectura de Hidaka, a Hokkaidō, Japó. Comprén els municipis de Hidaka i Biratori, sent la primera vila el municipi més populós del districte.

## Geografia
El districte de Saru es troba geogràficament localitzat al punt més septentrional de la subprefectura de Hidaka, a la regió central de Hokkaidō i comprèn el territori dels termes municipals de les viles de Hidaka i Biratori. El districte limita al nord amb el districte de Yūfutsu, a la subprefectura d'Iburi i amb el districte de Sorachi, a la subprefectura homònima; a l'est limita amb la ciutat d'Obihiro i els districtes de Kasai i de Kamikawa, tots ells a la subprefectura de Tokachi; i al sud limita amb el districte de Niikappu, a la mateixa subprefectura de Hidaka.

### Municipis
| |          |          |          |
| \| Municipi \| Població \| Extensió \| Densitat \| \| -------- \| -------- \| -------- \| -------- \| \| Biratori \| 4.697 \| 743,09 \| 6,32 \| \| Hidaka \| 11.488 \| 992,11 \| 11,6 \| \| Total \| 16.185 \| 1.735,2 \| 9,33 \| |          |          |          |
| Municipi | Població | Extensió | Densitat |
| Biratori | 4.697    | 743,09   | 6,32     |
| Hidaka | 11.488   | 992,11   | 11,6     |
| Total | 16.185   | 1.735,2  | 9,33     |

## Història
El districte de Saru fou creat per l'Oficina de Colonització de Hokkaidō el 20 de setembre de 1869 com a part de l'antiga província de Hidaka. No obstant això, no seria fins al 23 de juliol de 1879, deu anys després, que es constituiria el districte de manera legal. L'any 1882, quan l'oficina de colonització fou dissolta, el districte fou inclòs a la recentment creada prefectura de Sapporo, de curta existència. Amb la creació del sistema de subprefectures, el 5 de novembre de 1897 el districte començà a formar part de la subprefectura d'Urakawa (actual Hidaka des de 1932), mantenint-se en aquesta demarcació fins a l'actualitat.

### Antics municipis
La següent és una llista dels antics municipis del districte amb enllaç als seus actuals municipis:
- Usappu (右左府村) (1919-1943)
- Nina (荷菜村) (-1923)
- Nioi (荷負村) (-1923)
- Nukibetsu (貫気別村) (-1923)
- Shiunkotsu (紫雲古津村) (-1923)
- Osachinai (長知内村) (-1923)
- Nibutani (二風谷村) (-1923)
- Monbetsu (門別町) (1909-2006)